# Interferon loại I

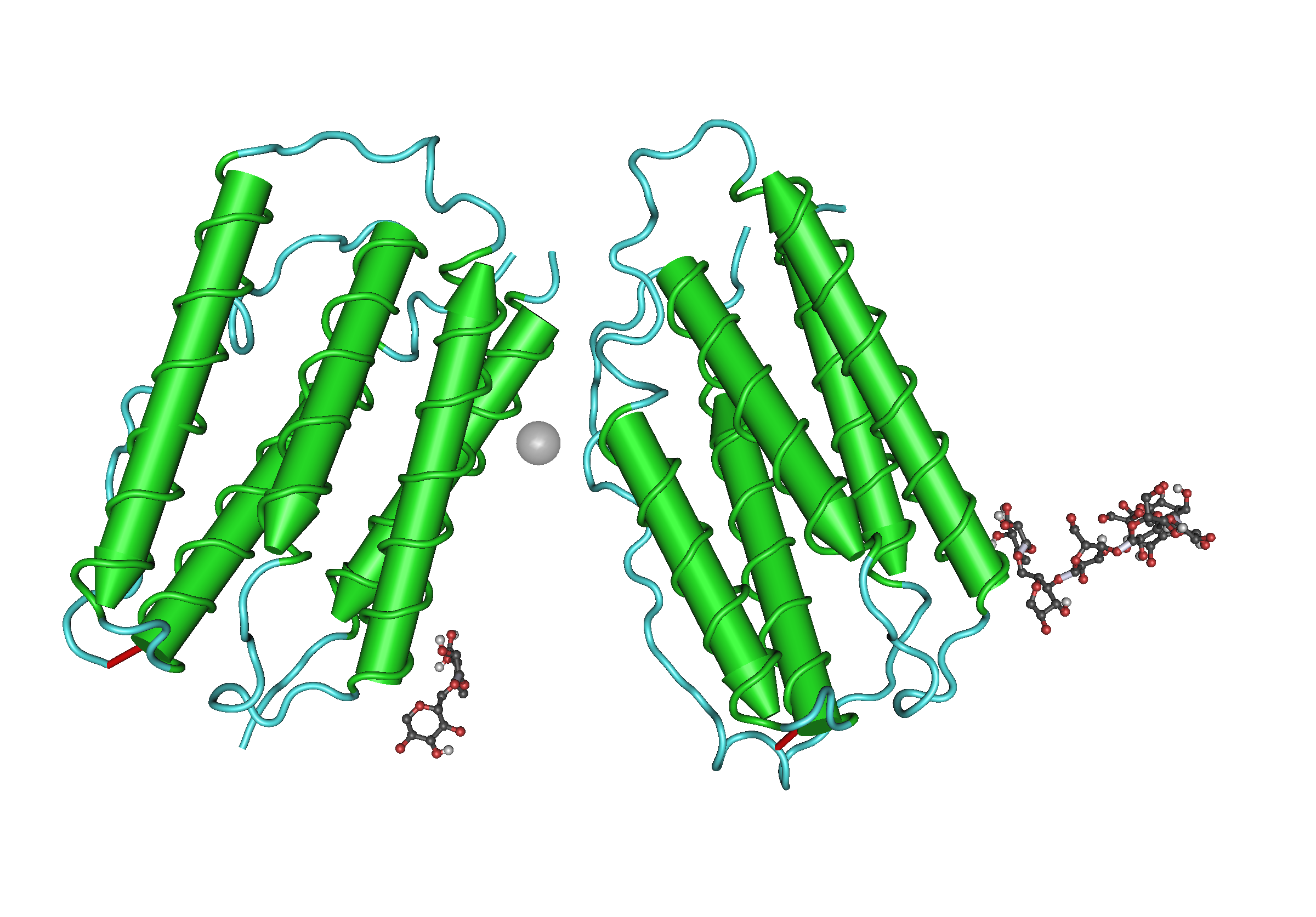
Cấu trúc ba chiều của beta interferon của con người.

Interferon loại I của con người (IFN) là một nhóm lớn các protein interferon giúp điều chỉnh hoạt động của hệ thống miễn dịch.
Interferon liên kết với các thụ thể interferon. Tất cả các IFN loại I liên kết với một phức hợp thụ thể bề mặt tế bào cụ thể được gọi là thụ thể IFN-α (IFNAR) bao gồm chuỗi IFNAR1 và IFNAR2.
IFN loại I được tìm thấy trong tất cả các động vật có vú và các phân tử tương đồng (tương tự) đã được tìm thấy ở các loài chim, bò sát, lưỡng cư và các loài cá.

## Các loại động vật có vú
Các loại động vật có vú được chỉ định IFN-α (alpha), IFN-β (beta), IFN-(kappa), IFN-δ (delta), IFN-ε (epsilon), IFN-τ (tau), IFN- (omega) và IFN-ζ (zeta, còn được gọi là giới hạn).

### IFN-α
Các protein IFN-α được sản xuất chủ yếu bởi các tế bào đuôi gai plasmacytoid (pDCs). Chúng chủ yếu liên quan đến khả năng miễn dịch bẩm sinh chống lại nhiễm virus. Các gen chịu trách nhiệm tổng hợp của chúng có đến 13 loại phụ được gọi là IFNA1, IFNA2, IFNA4, IFNA5, IFNA6, IFNA7, IFNA8, IFNA10, IFNA13, IFNA14, IFNA16, IFNA17, IFNA21. Những gen này được tìm thấy cùng nhau trong một cụm trên nhiễm sắc thể 9.
IFN-α cũng được sản xuất tổng hợp dưới dạng thuốc trong bệnh bạch cầu tế bào lông. Tên quốc tế phi thương mại (INN) cho sản phẩm là interferon alfa. Loại tái tổ hợp là interferon alfacon-1. Các loại pegylated là pegylated interferon alfa-2a và pegylated interferon alfa-2b.

### IFN-β
Các protein IFN-β được sản xuất với số lượng lớn bằng nguyên bào sợi. Họ có hoạt động chống vi-rút chủ yếu liên quan đến phản ứng miễn dịch bẩm sinh. Hai loại IFN-đã được mô tả, IFN-1 (IFNB1) và IFN-3 (IFNB3)  (một gen được chỉ định IFN-2 thực sự là IL-6). IFN-β1 được sử dụng như một phương pháp điều trị bệnh đa xơ cứng vì nó làm giảm tỷ lệ tái phát.
IFN-β1 không phải là phương pháp điều trị thích hợp cho bệnh nhân mắc các dạng tiến triển, không tái phát của bệnh đa xơ cứng.

### IFN-ε, -κ, -τ, -δ và -ζ
Vào thời điểm này, IFN-ε, -κ, -τ và -ζ xuất hiện ở một dạng đồng phân duy nhất ở người, IFNK. Chỉ có động vật nhai lại mã hóa IFN-, một biến thể của IFN-ω. Cho đến nay, IFN-chỉ được tìm thấy ở chuột, trong khi cấu trúc tương đồng, IFN-được tìm thấy trong một loạt các động vật có vú không linh trưởng và không gặm nhấm. Hầu hết nhưng không phải tất cả các động vật có vú đều mã hóa các gen IFN-và IFN-functional chức năng.

### IFN-ω
IFN-ω, mặc dù chỉ có một hình thức chức năng được mô tả cho đến nay (IFNW1), có một số pseudogenes: IFNWP2, IFNWP4, IFNWP5, IFNWP9, IFNWP15, IFNWP18 và IFNWP19 ở người. Nhiều động vật có vú không linh trưởng biểu hiện nhiều phân nhóm IFN-ω..

### IFN-ν
Loại phụ IFN loại I này gần đây được mô tả là một giả ngẫu nhiên ở người, nhưng có khả năng hoạt động trong bộ gen của mèo nhà. Trong tất cả các bộ gen khác của động vật có vú không phải là mèo, IFN-ν là một pseudogene; ở một số loài, pseudogene được bảo quản tốt, trong khi ở những loài khác, nó bị cắt xẻo hoặc không thể phát hiện được. Hơn nữa, trong bộ gen của mèo, người quảng bá IFN-ν bị đột biến một cách tinh vi. Có khả năng họ gen IFN-ν đã trở nên vô dụng trước khi đa dạng hóa động vật có vú. Sự hiện diện của nó trên rìa của locus IFN loại I ở động vật có vú có thể đã bảo vệ nó khỏi sự xóa sổ, cho phép phát hiện nó.